# 28245 Cruise
28245 Cruise è un asteroide della fascia principale. Scoperto nel 1999, presenta un'orbita caratterizzata da un semiasse maggiore pari a 2,7240006 au e da un'eccentricità di 0,1320009, inclinata di 11,30013° rispetto all'eclittica.